# Rima Hyginus

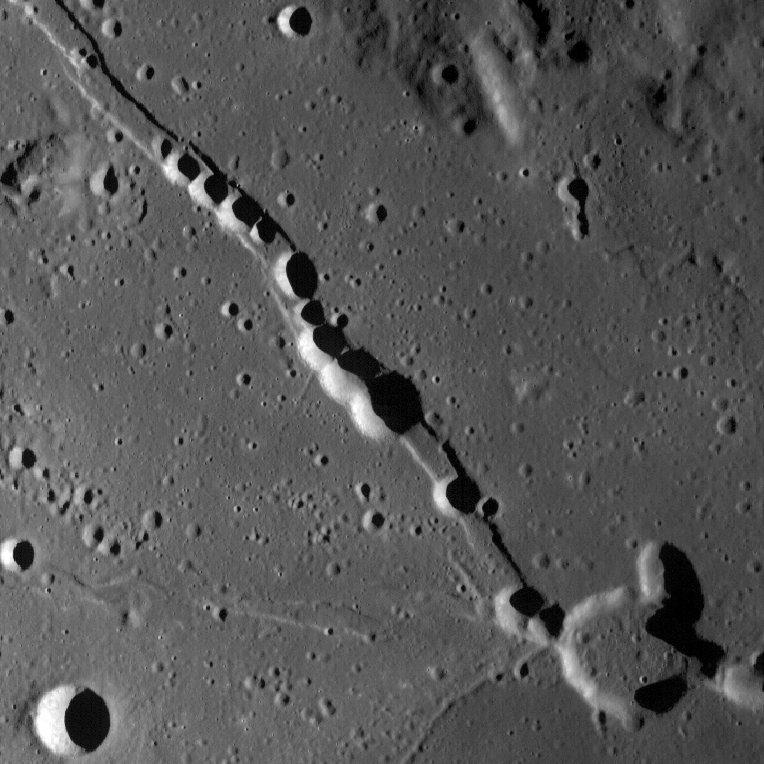
Detalle de la rima y cráter Hyginus.

La rima Hyginus es una grieta lineal de la Luna. Lleva el nombre del cráter Hyginus, que está situado justo en su centro. Su nombre procede del astrónomo hispanorromano Cayo Julio Higinio. Se encuentra situada en la confluencia del Mare Vaporum, al norte y el Sinus Medii al sur.
La grieta tiene 220 km de longitud y 4000 m de anchura por término medio. Su origen se sitúa en el noroeste, después atraviesa el cráter Hyginus, que con sus 700 m de profundidad es más hondo que la propia grieta, a continuación se orienta hacia el sureste, ramificándose al final, alcanzando en uno de sus extremos la rima Ariadaeus. Dentro de la grieta hay numerosos cratercillos insertados.
El origen tanto de la rima como de los pequeños cráteres que se encajan en su recorrido es probablemente volcánico, concretamente su formación puede estar relacionada con la intrusión de un dique volcánico cerca de la superficie lunar. Un dique es una estructura volcánica intrusiva que atraviesa el subsuelo en forma de lámina vertical magmática. Este dique pudo provocar la formación de la rima así como la generación de calderas volcánicas a lo largo de su recorrido, que tras su vaciado sufrieron un hundimiento, formando los cráteres alineados que se pueden observar.
La rima fue descubierta en 1788 por el astrónomo alemán Johann Hieronymus Schröter.